# Gira de los Leones Británico-Irlandeses 1983
La Gira de los Leones Británicos e Irlandeses 1983 fue el 25 tour internacional de rugby de los europeos, que tuvo lugar en Nueva Zelanda desde el 15 de mayo al 16 de julio de 1983.
Esta gira fue la última antes de la Copa del Mundo y en la que se disputaron cuatro pruebas. Resultó igualando la peor paliza sufrida de los Leones, 4–0; como en la Gira de Nueva Zelanda 1966.

## Antecedentes
La última vez que neozelandeses y británico-irlandeses se enfrentaron fue en la Gira de Nueva Zelanda 1977, en aquella ocasión los All Blacks derrotaron cómodamente a los Leones. A su vez la última victoria de los europeos había sido una victoria agónica, ocurrida doce años antes en la histórica gira de 1971.
Ambos rivales no volverían a enfrentarse sino hasta 10 años después en la Gira de Nueva Zelanda 1993, que fue la última en la era aficionada.

## Plantel
|                         | Jugador            | Edad    | Posición      | Pruebas | Equipo            |
| ----------------------- | ------------------ | ------- | ------------- | ------- | ----------------- |
| Hookers y Pilares       |                    |         |               |         |                   |
| 2                       | Ciaran Fitzgerald  | 31 años | Hooker        | 0       | Connacht Rugby    |
| 1                       | Staff Jones        | 24 años | Pilar         | 0       | Pontypridd RFC    |
| 3                       | Graham Price       | 31 años | Pilar         | 8       | Pontypool RFC     |
| Segundas líneas         |                    |         |               |         |                   |
| 4                       | Maurice Colclough  | 29 años | Segunda línea | 4       | Wasps RFC         |
| 5                       | Steve Bainbridge   | 26 años | Segunda línea | 0       | Newcastle Falcons |
| Alas y Octavos          |                    |         |               |         |                   |
| 6                       | John O'Driscoll    | 30 años | Ala           | 4       | London Irish      |
| 8                       | Iain Paxton        | 25 años | Octavo        | 0       | Glenrothes RFC    |
| 7                       | Peter Winterbottom | 23 años | Ala           | 0       | Leeds Tykes       |
| Medios scrums           |                    |         |               |         |                   |
| 9                       | Roy Laidlaw        | 29 años | Medio scrum   | 0       | Jed-Forest RFC    |
| Aperturas y Centros     |                    |         |               |         |                   |
| 10                      | Ollie Campbell     | 29 años | Apertura      | 3       | Leinster Rugby    |
| 12                      | Michael Kiernan    | Centro  | 22 años       | 0       | Munster Rugby     |
| 13                      | David Irwin        | 24 años | Centro        | 0       | Ulster Rugby      |
| Fullbacks y Wings       |                    |         |               |         |                   |
| 11                      | Roger Baird        | 23 años | Wing          | 0       | Kelso RFC         |
| 14                      | John Carleton      | 27 años | Wing          | 3       | Orrell R.U.F.C.   |
| 15                      | Hugo MacNeill      | 24 años | Fullback      | 0       | London Irish      |
| Entrenador: Noel Murphy |                    |         |               |         |                   |

Forwards
| - John Beattie - Jim Calder - Colin Deans - Iain Milne - Eddie Butler - Bob Norster - Jeff Squire - Ian Stephens - Steve Boyle - Nick Jeavons - Donal Lenihan - Gerry McLoughlin | Backs - John Rutherford - Rob Ackerman - Gwyn Evans - Terry Holmes - Dusty Hare - Steve Smith - Nigel Melville - Clive Woodward - Trevor Ringland |

## Partidos de entrenamiento
| Fecha       | Rival                | Resultado |        | Lugar           | Espectadores | Ciudad     |
| ----------- | -------------------- | --------- | ------ | --------------- | ------------ | ---------- |
| 15 de mayo  | Wanganui Rugby       | 15 – 47   | Leones | Spriggens Park  | ¿?           | Whanganui  |
| 18 de mayo  |                      | ? – ?     | Leones |                 | ¿?           |            |
| 21 de mayo  |                      |           | ? – ?  | Leones          | ?            |            |
| 25 de mayo  |                      |           | ? – ?  | Leones          | ?            |            |
| 28 de mayo  |                      |           | ? – ?  | Leones          | ?            |            |
| 31 de mayo  | Mid Canterbury Rugby | 6 – 26    | Leones | The Showgrounds | ¿?           | Ashburton  |
| de          |                      |           | ? – ?  | eones           | ?            |            |
| de          |                      |           | ? – ?  | Lions           | ?            |            |
| de          |                      |           | ? – ?  | Lions           | ?            |            |
| de          |                      |           | ? – ?  | Lions           | ?            |            |
| de          |                      |           | ? – ?  | Lions           | ?            |            |
| de          |                      |           | ? – ?  | Lions           | ?            |            |
| de          |                      |           | ? – ?  | Lions           | ?            |            |
| 12 de julio | Waikato Mooloos      | 13 – 40   | Leones | Hamilton        | ¿?           | Rugby Park |

## All Blacks
Entrenador: Bryce Rope
Forwards
| - Andy Dalton - Gary Whetton | Backs - Allan Hewson - Mark Shaw - Wayne Smith - Warwick Taylor - Stu Wilson |

## Pruebas
| 4 de junio | Nueva Zelanda                           | 16 – 12 | Leones                             | Lancaster Park, Christchurch,                               |                                                             |
|            | Try Shaw Penales Hewson (3) Drop Hewson |         | Penales (3) Campbell Drop Campbell | Asistencia: 52.000 espectadores Árbitro(s): Francis Palmade | Asistencia: 52.000 espectadores Árbitro(s): Francis Palmade |

### Segunda fecha
| 18 de junio | Nueva Zelanda                                  | 9 – 0 | Leones | Athletic Park, Wellington,                                  |                                                             |
|             | Tries Loveridge Conversión Hewson Penal Hewson |       |        | Asistencia: 39.000 espectadores Árbitro(s): Francis Palmade | Asistencia: 39.000 espectadores Árbitro(s): Francis Palmade |

### Tercera fecha
| 2 de julio | Nueva Zelanda                            | 15 – 8 | Leones                 | Carisbrook, Dunedin,                                   |                                                        |
|            | Tries Wilson Con: Hewson Pen: Hewson (3) |        | Tries Baird Rutherford | Asistencia: 32.000 espectadores Árbitro(s): Dick Byres | Asistencia: 32.000 espectadores Árbitro(s): Dick Byres |

### Última fecha
| 16 de julio | Nueva Zelanda                                                        | 38 – 6 | Leones                 | Eden Park, Auckland,                                   |                                                        |
|             | Tries: Wilson (3) Hobbs Hewson Haden Con: Hewson (4) Pen: Hewson (2) |        | Penales Campbell Evans | Asistencia: 53.000 espectadores Árbitro(s): Dick Byres | Asistencia: 53.000 espectadores Árbitro(s): Dick Byres |